# Gönci barackpálinka
A gönci barackpálinka egyike az eredetvédett magyar pálinkáknak, világos halványsárga színű, intenzív, határozott kajsziillatú, kerek, telt, jellegzetes zamatú ital. Karakteres ízéhez a Gönc körzetében termett sárgabarack szolgál alapul.

## Előzmények
A 19. századtól kezdve alakult ki a sárgabarack termesztéssel foglalkozó termelők köre, 1895-ben Gönc 17 597gyümölcsfájából csak 1272 volt kajszi. Ez az átalakulás ugyanebben az időben (1895) a város határában lévő 175 hektárnyi szőlőt 1965-re hat hektárnyi területre zsugorította. Ugyanakkor helyette egy jövedelmezőbb kertkultúra kezdődött, mely eredményeként a kertek területe 124 hektárról 163-ra nőtt. Ezzel a körzetben a szőlő- és borkultúrát leváltotta a gyümölcstermesztés. Ezt a folyamatot erősítették a tudatos nemesítői tevékenység és a helyben létrehozott faiskolák is. A gondos gyümölcsfeldolgozás és az egyéni illat és zamatvilágának köszönhetően napjainkra a hungarikumok közé emelkedett a gönci barackpálinka.

## Leírása
A Magyar Köztársaság 2008. évi LXXIII. törvénye, a Pálinkatörvény szerinti csak olyan speciális eljárással készített gyümölcspárlat nevezhető pálinkának, amelyet Magyarországon termett gyümölcsből készítettek, és amelynek cefrézését, párlását, érlelését és palackozását is Magyarországon végezték. A sűrítményből, aszalványból, szárítmányból készült termék nem nevezhető pálinkának.
A földrajzi eredettvédett gönci barackpálinkát az úgynevezett gönci termelési körzetben készítik. Az eredetvédelem lényege, hogy egy bizonyos terméket egy meghatározott területen lehet csak elkészíteni, mert ott kiemelkedően jók számára a természeti körülmények, valamint rendelkezésre állnak történelmi tapasztalatok.
A “Gönci” eredetmegjelöléssel ellátott barackpálinka alapanyaga a kajszibarack, amely Gönc vidékének egyik jellegzetes gyümölcse. A termelési körzetben elsősorban a Magyar kajszit termesztik, amely mellett megtalálhatók a telepítésre jóváhagyott egyéb fajták (pl. a Gönci magyar kajszi, a Ceglédi bíborkajszi, a Pannónia stb.) is.
Az alapanyagnak fajtaazonosnak, kellően érettnek, romló hibától és idegen anyagtól mentesnek kell lennie. Zöld, penészes vagy rothadt gyümölcsöt a tétel nem tartalmazhat. A gönci barackpálinka különlegességét, kiváló minőségét a klimatikus viszonyok, a kedvező alapanyag ellátás, a hagyományok őrzése, valamint a technológia szigorú betartása együttesen biztosítják.

## Felhasználható barackfajták
A magyar kajszi közepes méretű, gömbölyded, héja narancssárga, lédús, igen finom. Korán termőre fordul, jó termőképességű. 
A gönci magyar kajszi a Kárpát-medencében kialakult fajta. Gyengébb növekedésű, valamivel nagyobb gyümölcsű, mint a magyar kajszi. 
A ceglédi bíborkajszi mérete nagy, alakja megnyúlt, oldalról lapított. Héja világos, húsa narancssárga, lédús, ízletes, magja édes. A pannónia kajszi közepes méretű, gömbölyű, húsa narancssárga, savasabb, mint a magyar kajszi, ízletes.